# Brages Pressarkiv
Brages Pressarkiv på Snellmansgatan 13 i Kronohagen, Helsingfors, är Nordens äldsta pressarkiv som grundades 1910 av föreningen Brage. Pressarkivets verksamhet avslutade i mars 2024.
Arkivinstitutionen samlar finlandssvenska pressklipp. Dess huvudgrupper är
- Biografiska samlingen
- Allmänna samlingen
- Topografiska samlingen
- Maria Grotenfelts samling.

Vidare har arkivet ett biografiskt register som omfattar cirka 600 000 personer. Artiklar utkomna efter 1990 kan sökas via referensdatabasen PRESS.